# أروى خميس
أروى داود خميّس كاتبة وناشرة سعودية من مواليد جدة عام 1974م، وأستاذ مشاركة في كلية التصاميم والفنون بجامعة جدة، وأستاذ مساعد بجامعة الملك عبد العزيز. أصدرت الكثير من القصص للأطفال، ونشرت أول كتاب لها عام 2003. كما تملك دار نشر أروى العربية.

## الحياة الشخصية
أروي خميس متزوجة من فهد الداغستاني، وأم لثلاثة أطفال.

## الشهادات العلمية
حصلت أروي خميّس على درجة البكالوريوس في الاقتصاد المنزلي من كلية التربية للبنات بجدة، ثم نالت شهادة الدكتوراه في تاريخ الأزياء من كلية التصاميم والفنون، قسم تصميم أزياء في جامعة الملك عبد العزيز.

## المشاركات
أروى خميّس هي شريكة مع زوجها في دار أروى العربية، وشريكة أيضًا في مؤسسة كادي ورمادي لإنتاج كتب وقصص الأطفال. شاركت في المهرجان القرائي الأول للأطفال في الشارقة في فبراير 2006، وفازت بجائزة الكتاب الذهبي في نفس المهرجان عن قصة «عربة سديل ودميتي». وشاركت أيضًا في معارض عربية كثيرة منها معرض الكتاب بمسقط في مارس 2006، والشارقة وجدة والرياض والقاهرة وبيروت. شاركت في برنامج ثقافة الطفل المقام خلال الأيام الثقافية السعودية في مدينة الإسكندرية بمصر. كما شاركت في معارض دولية كمعرض لندن وفرانكفورت وبراغ وبولونيا.

## كتب
بعض من قائمة كتب أروى خميّس:
- سر الصباح، دار النبتة، 2003
- زياد والقمر، دار النبتة، 2004
- لعبة الانصات (سلسلة إنه وقت اللعب)، دار العلم للملايين، 2006، (ردمك:139789953632513)
- عشرة وجوه ضاحكة (سلسلة إنه وقت اللعب)، دار العلم للملايين، 2006
- هيا بنا نقطف النجوم (سلسلة إنه وقت اللعب)، دار العلم للملايين، 2006
- مساء بدون أميمساء بدون أمي، 2006، (ردمك:9953632804)
- عربة سديل ودميتين، دار العلم للملايين، 2007
- خذها يا عيد، كادي ورمادي، 2007
- بالوناتي التي طارت، كادي ورمادي، 2008، (ردمك:9960465357)
- جبل ضخم من الأشياء، دار العلم للملايين، 2009
- فاطمة الحالمة، كادي ورمادي، 2009
- أنا رومي..أحب أمي ولا أحب الفساتين الوردية، أروى العربية للنشر، 2013
- أنا رومي أحب الشوكولاتة وأمي تحب الخنافس، أروى العربية للنشر، 2014
- حفلة شاي في قصر سندريلا، أروى العربية للنشر، 2016 (ردمك: 9786039062028)
- رسالة في قارورة، Turning Point، 2016 (ردمك: 9786039062059)
- الشجرة المعطاء، Turning Point، 2016، (ردمك: 9786039062080)
- الأرنب والسلحفاة في القرن الواحد والعشرين، Turning Point، أروى العربية للنشر، 2017 (ردمك: 9786039098522)
- كوب قهوة في جزيرة الكنز، أروى العربية للنشر، 2019 (ردمك: 9786039098553)
- لقد اصطدت قمرًا، 2020
- ملكة الأرض وبنت السماء، 2020
- يالاـ ..!، 2020

## الجوائز
- فازت بجائزة الكتاب الذهبي في المهرجان القرائي الأول للأطفال في الشارقة عن قصة «عربة ودميتي» عام 2006.[8]
- حصل كتابها «خذها يا عيد» على التصويت الأعلى والأول ضمن 9 كتب من دول عالمية مختلفة في معرض الكاتب في لندن 2008[9]
- فازت بالمركز الأول في جائزة الشارقة لكتاب الطفل عن كتابها «أنا رومي - أحب الشوكولاتة وأمي تحب الخنافس» في مهرجان الشارقة القرائي الثامن، 2016[10]
- لها 5 كتب ترشحت في القوائم القصيرة والطويلة في جائزة الشيخ زايد وجائزة اتصالات لكتاب الطفل.[11][12][13]

## دار أروى العربية للنشر
دار أروى العربية للنشر هي دار سعودية تأسست في جدة عام 2012. تهتم بنشر كتب الأطفال واليافعين والروايات والكتب.